# Richard Brandram
Richard Campbell Andrew Brandram (Bexhill-on-Sea, 5 de agosto de 1911-Marlow, 28 de marzo de 1994) fue un mayor del ejército británico que se casó con la princesa Catalina de Grecia en 1947, lo que lo unió con la mayor parte de las familias reales europeas.

## Familia
Richard Brandram nació en el seno de una familia plebeya británica relacionada con el comercio y con el arte dramático cuya genealogía se remonta al siglo XVIII. Su padre, Richard Andrew Brandram, fue el fundador de la escuela de Bickley Park, en Kent, mientras que su madre, Maud Campbell Blaker, era ama de casa.  
El 21 de abril de 1947, Richard se casó en el palacio real de Atenas con la princesa Catalina de Grecia, hija del rey Constantino I de Grecia y su esposa, la princesa Sofía de Prusia. De su unión nació un hijo, Paul Brandram, nacido el 1 de abril de 1948. Paul se casó en dos ocasiones, la primera con la británica Jennifer Diane Steele en 1975, y con la que tuvo tres hijos. Se divorciaron en 1993 y en 2009 se casó con Katherine H. Moreton. El 9 de mayo de 2020 falleció Paul Brandram en su casa de Combrook, Warwickshire.

## Biografía

### Formación y alistamiento en el ejército
Richard Brandram estudió en el Pembroke College de Cambridge. Deportista de alto nivel, jugó para el Blackheath RC, un equipo de rugby a 15 inglés entonces en segunda división.
En 1939, cuando estalló la Segunda Guerra Mundial, Richard se enroló en el ejército británico y sirvió en Francia, Bélgica, Madagascar, Italia y Oriente Medio. Participó en la Operación Dinamo en Dunkerque en 1940 y la Campaña de Italia en 1943-1944. Después fue nombrado consejero de artillería del ejército en Irak.

### Encuentro con la princesa Catalina

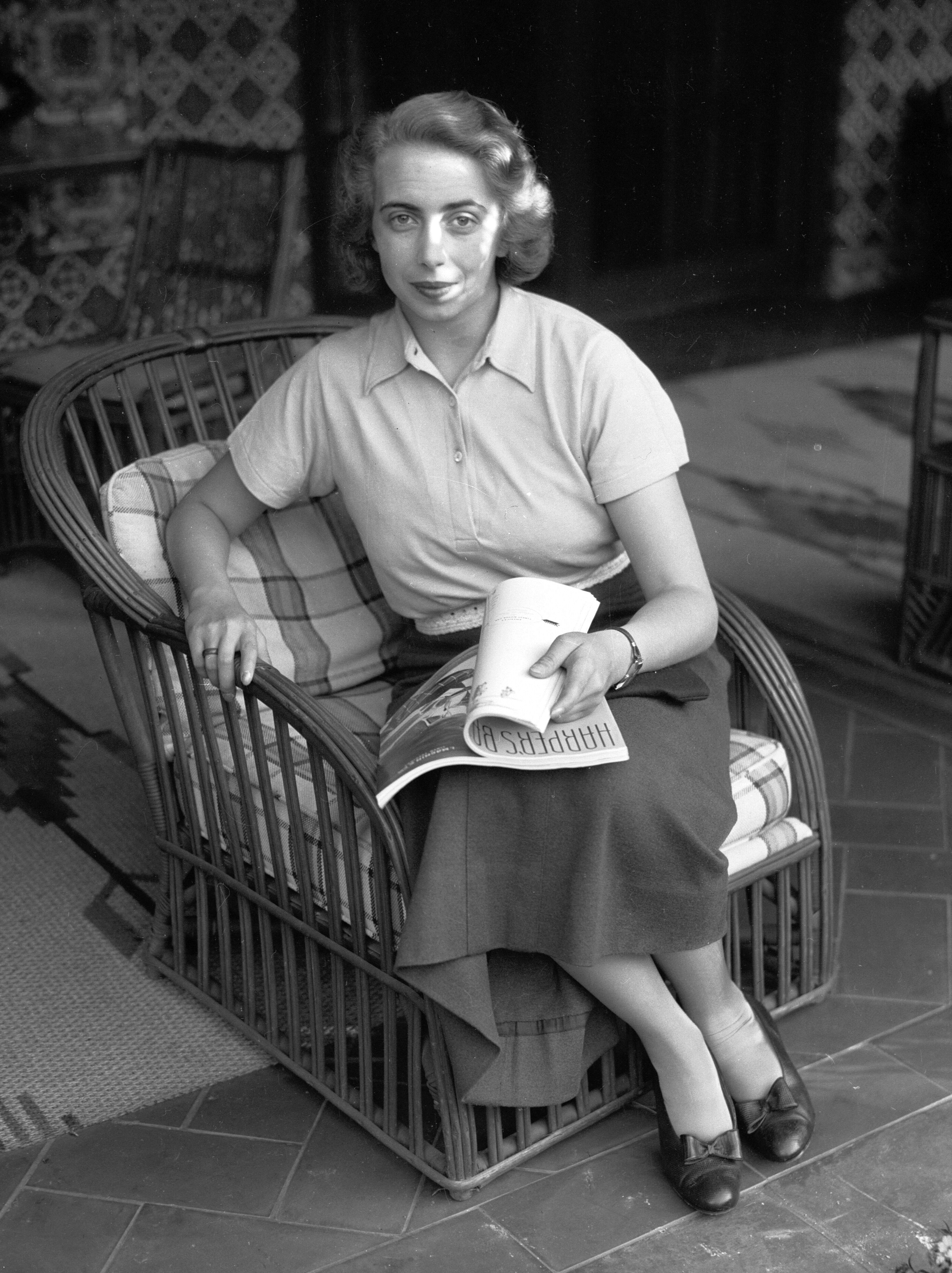
La princesa Catalina en 1934.

En 1946, Richard disfrutaba de un permiso para abandonar Bagdad y volver durante algún tiempo a Gran Bretaña. Se dirigió a Egipto y se embarcó en Alejandría en el navío Ascania, que debía llevarlo con su familia. Sin embargo, a bordo del barco, conoció a la princesa Catalina de Grecia con la que no tardó en entablar una relación amorosa. La joven, con 33 años, era la hija menor del rey Jorge II de Grecia y vivía en el exilio tras la invasión de su país por las tropas del Eje en 1941.
Tres semanas después de su llegada a Gran Bretaña, Richard y Catalina se comprometieron. A pesar de su carácter morganático, la unión fue aceptada por la familia real griega pero el rey Jorge II pidió a su hermana y a su futuro cuñado que mantuvieran el matrimonio en secreto hasta que la situación política griega se normalizase. Las elecciones del 31 de marzo de 1946 dieron la mayoría a los diputados monárquicos y se programó un referéndum para el 1 de septiembre. Sin embargo, Grecia seguía estando profundamente dividida y la guerra civil se desarrollaba en el norte del país. La consulta popular del 1 de septiembre fue una gran victoria para la familia real pues el 69% de los votantes se pronunciaron a favor de la restauración.

### Matrimonio
En febrero de 1947, Jorge II anunció finalmente el matrimonio de su hermana y precisó que este acontecimiento le producía «una satisfacción particular». La ceremonia se previó para el mes de abril y era el propio soberano el que llevaba a la hermana al altar. Sin embargo, el rey murió de arterioesclerosis veinte días antes de la boda. El matrimonio no pudo atrasarse y debió celebrarse en pleno luto.
El 21 de abril de 1947, Richard Brandram contrajo matrimonio con Catalina tras dos ceremonias, una anglicana y la otra ortodoxa. La unión, que tuvo un carácter privado, se celebró en la sala de baile del palacio real y fue el nuevo monarca, Pablo I el padrino y el que acompañó a la princesa al altar.

### Vida en el Reino Unido
Tras una luna de miel que pasaron en la casa del coronel Dimitrios Levidis, antiguo ayudante de campo de Jorge II, Catalina y su esposo se instalaron en Bagdad ya que Richard trabajaba en la embajada británica. La pareja fue pronto a vivir al Reino Unido, primero al barrio londinense de Belgravia y después a una casa en Marlow. Para resolver la cuestión del título y del rango de la princesa, el rey Jorge VI del Reino Unido le concedió a la princesa el título de lady Brandram, situándola en el orden de precedencias como hija de un duque.
En Inglaterra, Catalina llevó, junto con su esposo, una vida relativamente retirada y discreta. Con menos dinero que la mayor parte de sus parientes, la princesa no pudo permitirse frecuentar asiduamente la corte. No obstante, los Brandham participaron en los grandes eventos que se producían en la vida de las familias reales con las que Catalina estaba emparentada.
Richard Bradham murió en 1994, con 82 años, tras una larga enfermedad.

## Distinciones

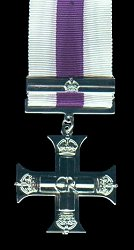
Foto de una cruz militar.

- Richard Brandram recibió la cruz militar, la tercera mayor distinción británica en agradecimiento a sus servicios durante la Segunda Guerra Mundial.[11][5]